# Nanbudo
Nanbudo [nambɯdoː] (jap. 南武道)  ist eine Kampfkunst, die 1978 von Yoshinao Nanbu (10. Dan), gegründet wurde. Nanbu Doshu-soke gründete schon in früheren Jahren den Sankukai-Karate-Stil, den er aus dem Shukokai, dem Stil seines Meisters Tani, entwickelte. 
Die Wurzeln des Nanbudo liegen zwar in verschiedenen Kampfkünsten, wie beispielsweise Karate, Judo, Aikidō, Kobudō, beruhen aber nicht ausschließlich darauf. Der Name Nanbudo setzt sich aus folgenden Komponenten zusammen:
- Nan = nach dem Namen des Begründers Nanbu
- Bu = Budō (Kampfkunst)
- Dō = Weg

Nanbudo ist von einer stärkeren Dynamik und Flexibilität gegenüber seinen Vorfahren charakterisiert. Tenshin (Ausweichen), ist z. B. eine Technik, die dem Block immer zuvorkommt, dadurch werden harte Blöcke und deren Kraft- und Energieverschwendung vermieden. Der somit entstehende Kampf ist durch eine harmonische Zusammenarbeit zwischen Angreifer (Tori) und Verteidiger (Uke) gekennzeichnet.
Nanbudo besteht aus drei Teilen:
- Budōhō: Kampftechniken Kata, Randori, Ju Randori, Selbstverteidigung etc.
- Kidohō: Techniken für die Förderung der körperlichen Gesundheit auf allen Ebenen und der Energie (Ki Nanbu Taiso, Nanbu Ki Undo, Shizen No Ki Undo, Tenchi Undo, Nanbu Keiraku Taiso, Taikyoku).
- Noryoku kaihatsuhō: Techniken, die zur mentalen Stärkung dienen (Nanbudo Mitsu No Chikara, Nanbudo Nanatsu No Chikara).

Im deutschsprachigen Raum ist Nanbudo noch nicht stark verbreitet, dennoch gibt es ein paar Vereine in der Deutschschweiz und in Deutschland.
Am meisten verbreitet ist Nanbudo in Norwegen, Schweiz, Spanien, Kroatien, Frankreich, dem Vereinigten Königreich, Slowenien, Kamerun, Ungarn, Italien, Marokko, Kanada und in Finnland.